# Región hidrográfica del Miño y Limia
La Región hidrográfica del Miño y Limia es una Región hidrográfica Ibérica que comprende las cuencas de los ríos Miño, Limia, Âncora y Neiva, los arroyos costeros a lo largo de la región hidrográfica y los cuerpos de agua subterráneos costeros y de transición que los rodean. Limita al este y al norte con el territorio español, al oeste con el océano Atlántico, al sudeste con la cuenca del Duero y al sur con la subcuenca del Cávado.